# 缅族
緬人是緬甸的主體民族。緬人散居於緬甸全境，但主要居住在伊洛瓦底江中下游地區。人口總數約為3000萬人，佔緬甸總人口數約68%。緬族人主要居住在伊洛瓦底江流域，並使用緬語，属于漢藏語系藏缅语族的缅语支，同時這是緬甸的官方語言。緬族人經常被不嚴謹的稱呼為“緬甸人”，然而這個詞語在現代的可以代指緬甸的任何公民，不論其實際民族為何。
缅族的祖先为白狼羌，屬羌人的一支，源自中国甘肃南部洮河流域。7至9世纪居于四川西部的大渡河一帶，称为“西番”。唐朝時受到吐蕃壓迫，进而迁入伊洛瓦底江中下游一带，即所称的“缅甸本部”，並於11世紀崛起，逐漸取代沒落的骠人，擊敗克欽族、孟族等民族，逐步發展成為緬甸人口最多、最強勢的民族。佛教的傳入也一定程度上統一了緬人的文化思想，有助於緬人群體的成形。
缅族在缅甸政治、经济、文化、艺术、风俗习惯等方面对其他民族有着很大的影响。缅族主要从事农业耕种，种植水稻技术较为先进，此外，还种植棉花、花生、豆类、芝麻等作物。

## 起源
遺傳學研究表明，緬族主要是黃河流域基因混南亞語系的基因，具有顯著的東亞和印度遺傳影響。緬族人講一種漢藏語言，在過去的千年中，緬族文化已經在很大程度上取代/吸收了講南亞語系的孟族和其他驃國境內使用漢藏語系藏缅语族語言的人。這些文化以前是該地區的主宰。
中國在9世紀的資料顯示，在今天的伊洛瓦底江附近存在著漢藏語系部落。 這些部落被認為是緬族人的祖先。
緬族與四川雲南的彝族在語言上具有同源關係，同屬於漢藏語系藏緬語族緬彝語群。藏緬語人群可能是在史前時代，從黃河上游經四川南下，進入雲南，之後再流入緬甸。黃河中上游新石器被發現在基因遺傳上，與包含緬族在內的藏緬語人群具有密切的遺傳關係。

## 歷史沿革

### 骠國
骠國是一由骠人在上緬甸所建立，存在於西元前2世紀至11世紀中葉的國家。骠國早期的緬人尚未完全成形且散居各處，無甚實質影響力，直至蒲甘王國建立並取代骠國地位。

### 蒲甘王國
唐大和六年（832年），驃國敗於南詔，自此衰落，而被緬族建立的蒲甘王國取代，其屬國部落民族也逐漸退入山區，被緬人邊緣化。
1044年，阿努律陀即位為國王；當時緬甸地區列國爭霸，蒲甘王國較為落後，民眾信奉密教的支派阿利僧派（Ari）。阿努律陀有心振興國家，積極向外發展。
1057年阿努律陀南攻直通，迎來了佛經，確立了佛教的國教地位，使緬族社會發生了革命性的變化。可以說緬族是伴隨著佛教信仰的確立而形成的。緬族人熱各種倫理觀念如尊老愛幼等都與佛教相關。因此，可以說佛教信仰是改變緬族文化進程的核心因素。

### 東吁王朝
東吁王朝是一個以緬人為主體，於16世紀在在東吁所創建的王朝。
西元13世紀末，緬甸輝煌一時的蒲甘王朝滅亡，此後緬甸進入大分裂時期。緬甸北部形成撣族統治的以阿瓦城（今曼德勒附近）為中心的阿瓦王朝，而南部則形成孟族統治的以白古（今勃固）為中心的白古王朝。除了這兩個大國之外，尚有東吁、木邦、孟養、孟密、阿拉乾等國，其中以緬族的東吁最強。
於四十年戰爭時，東吁遠離戰區而未遭戰爭破壞，成為緬人逃避戰爭和災荒的避難所，人口不斷增多，給予東吁王朝崛起創造了良好的條件
東吁王朝起先與白古、阿瓦結盟，16世紀時滅此二國，統一緬甸。最後則於1752年被白古的孟族所滅。

### 貢榜王朝
貢榜王朝，是1752年至1885年統治緬甸的最後一個王朝。它是緬甸歷史上第二大帝國，並延續自東吁王朝開始的行政改革，奠定了現代緬甸的基礎。
但是這些改革不足以阻止英國人的腳步，英國人在六十年（1824-1885）期間在三次英緬戰爭中擊敗緬甸人，並在1885年結束了傳承千年，古老的緬甸君主制。
儘管貢榜王朝征服了大片領土，但其直接權力僅限於首都和伊洛瓦底江谷的肥沃平原。貢榜的統治者頒布了嚴厲的徵稅，但卻在內部叛亂中遇到了困難。在不同時期，撣邦向貢榜王朝進貢，但與孟邦不同，它們從未直接受緬人控制。

### 英屬緬甸
1885年，第三次英緬戰爭後，英國勢力完全進入緬甸。
初期，英國人在緬甸推行地方自治，讓緬甸人自行管理各區及各種族的事務，就是一般所謂的「間接統治」，主要目的是尊重緬甸少數民族傳統自治的制度。
英屬緬甸的社會經濟也發生了巨大變化。英國人清除伊洛瓦底三角洲周圍密集的紅樹林，開始利用其豐富的土地。在歐洲，尤其是在1869年蘇伊士運河建設之後，歐洲的稻米需求量很大，是緬甸種植和出口的主要作物。為了增加稻米的產量，許多緬甸人(包括大量的緬族人)從北部的中心地帶遷移到三角洲，改變了人口、財富和權力的分布。
隨著緬甸被納入殖民地型態的出口經濟，以及緬甸作為英屬印度的一個省的關係，大量的印度人進入緬甸。由於他們願意以較少的錢工作，也迅速的使緬甸農民流離失所，有些甚至開始了一些犯罪活動
在緬甸經濟增長的同時，大部分權力和財富仍掌握在幾家英國公司和印度移民手中。公務員大部分由英裔緬甸人和印度人配備，緬族人幾乎全部被排除在兵役之外，這些兵役主要由印度人，英裔緬甸人，克倫人和其他緬甸少數民族組成。因此緬甸雖然在英緬時期經濟有所成長，但大多數的緬甸人(尤其是緬族人)卻沒得到太多回報。
鑒於所受到的不公平待遇，學生、僧侶持續組織罷工、示威遊行。1930年5月，部份人士成立了Dobama Asiayone（緬甸人協會），他們的成員稱自己為Thakins（一個諷刺的名字，因為thakin意思是緬甸語的“主人” - 就像印度的“sahib”一樣） - 宣稱他們是真正的主人有權被殖民主人篡奪的這個詞）。在1936年，殖民當局重新訂定的法律賦予緬甸人控制內政的權力，並讓緬甸於1937年獨立成為一個單獨的殖民地，巴莫博士則成為第一任總理。

### 日本占領緬甸
一些緬甸民族主義者以二戰爆發為契機，試圖敲詐英國的讓步以換取支持英國進行戰爭。而另些人則堅持反對涉入戰爭。 
在Dobama Asiayone呼籲進行全國起義後，為該組織的許多領導人頒發了逮捕令，其中包括逃往中國的翁山。翁山的意圖是與中國共產黨人接觸，但他被日本當局發現，日本軍方給他提供支持，組建了一個由鈴木上校領導的秘密情報部門，目標是組織一個國民起義並封閉緬甸與周圍地區的連絡道路。
翁山在緬甸號召29名青年男子與他一同在中國的海南接受日本軍訓，被稱為“ 三十同志 ”。1941年12月日本佔領曼谷時，翁山宣布組建緬甸獨立軍（BIA），以期望日本在1942年入侵緬甸。
日本進入緬甸之後扶值巴莫擔任政府首腦。但很快地緬甸人發現他們被日本人欺騙了。在透過日本而獨立的夢幻滅之後，翁山在1944年8月聯合各反抗勢力成立反法西斯組織(AFO)，該組織後來更名為反法西斯人民自由同盟(AFPFL)，並於1945年談判加入盟軍，成為愛國緬甸部隊（PBF）。在日本撤離之後，英國解除其武裝並讓他們參加戰後的談判。
在戰爭的混亂狀態中，緬甸的少數民族作為英方的士兵或非正規的游擊隊(如V支隊)，與其他反抗軍有些衝突。最嚴重的莫過於V部隊對若開邦信仰佛教的阿拉干人造成的屠殺。這些衝突一定程度的加深了以緬人為主的緬甸人對其他族群的敵意。

### 獨立之後
1945年日本投降後，雖然翁山領導的跨民族跨黨派的反法西斯人民自由同盟積極運作獨立，然而人自盟在緬甸的非核心地帶並不受到特別支持。
為了解決這個問題，1947年2月在緬甸撣邦的彬龍鎮召開了彬龍會議。這個會議主要參與者為撣族、克欽族、欽族代表與緬甸當時的臨時政府領袖翁山，在此會議中簽署了《彬龍協議》，內容主要為少數民族地區享有充分自治、聯邦對邊區須提供財務援助、且各少數民族地區享有民主國家的各項公民權利與特權。。簽署此協議的目的是為了聯合緬甸本部以及撣聯邦、克欽邦、欽邦等少數民族地區，從英國殖民統治中爭取獨立，同意建立統一的緬甸聯邦。緬甸隨之在此架構為基礎上於1947年制定了憲法並於隔年取得了獨立。
儘管如此，彬龍協議並沒有真的解決問題，隨著主張各民族團結的翁山在1947年7月遇刺身亡，繼任的吳努儘管大部分繼承翁山的方向，仍然阻止不了要求沒得到滿足的各少數民族叛變。
1962年尼溫將軍領導的軍隊通過政變控制了緬甸，自那時以來，政府一直受到軍方的直接或間接控制。尼溫政府以獨裁手段鎮壓國內異議人士與少數民族，厲行民族同化政策。然而，此高壓政策反使少數民族武裝團體愈來愈多，甚至許多原本效忠軍方的部隊也加入反政府的行列。
文化上，尼溫將軍與他的執政團隊推行各個少數民族地區進行文化緬族化(Burmanization)，以小乘佛教跟緬語作為國家認同的基礎，國家語文委員會除了規定英語不得擔任教學的第一語言外，國內學校也只能以緬語進行教學。
為了更進一部的控制少數民族，尼溫軍政府也於1982年頒布了公民身份可分為六種等級的緬甸公民法，將緬甸的國民分成六種等級來對公民權加以限制。
在權力移轉至後續的其他軍事獨裁者後，緬族政府與一些少數民族反抗軍簽訂了停火協議，但整體緬族化的模式仍然不變。

### 緬甸聯邦共和國
緬甸聯邦共和國，即今日之緬甸，為2010年後啟用新憲法後的國名。緬人作為其中的主體民族存在，約占全國人口之68%。
2011年後登盛啟動民主改革，在釋出部份權力，由全民盟主導組閣並接受少數民族代表進入內閣的現在，緬甸的主要少數族群的問題大部分已經獲得緩解，至少在表面上。
但是暗地裡在邊疆政策上緬甸政府仍然對各民族反抗軍勢力蠶食鯨吞，仍有空襲果敢、屠殺羅興亞等事。

## 與周遭民族關係

### 彬龍會議前的情況
就英緬政府1931年的調查結果來看，當時緬甸的主要族群為緬族，其他主要的少數族群包括若開族、孟族、撣族、克欽族、欽族、克倫族等等。其中人數最多的就屬緬族，在歷史上還建立了三個王朝，儘管其軍事力量勝過其他族群，緬族王朝卻不曾動用武力征服所有周圍的少數族群，與某些族群之間的關係更不屬於統治與被統治者。簡言之，英國殖民前的緬甸，在統治模式上不只是區域還未整合為一，在族群之間的往來上也是散漫無章，基本上某些族群還保有內部的政治運作模式以及領導人。
- 緬族：約西元九至十一世紀進入緬甸地區，成為第一批並且定居在上緬甸平原的族群，擁有較早進入緬甸地區定居及其自給自足的生產模式上的優勢，隨後發產成人口與武力上遠勝於其他族群的強勢勢力。
- 若開族：定居於緬甸西部，自西元十三世紀至十八世紀享有長期的獨立政權，直到西元1784-1785年被緬族佔領，並且派駐政府統治。自若開族政權瓦解後，部分的若開族人離開家鄉，遷居至緬族居住的地區，融入當地社會，而部分的族人則是留在緬甸西部，擁有強烈的若開族認同意識並且堅持反緬。
- 孟族：定居於下緬甸三角洲，自西元十一世紀被緬族征服後，長期與緬族維持敵對的關係，兩族之間的戰爭更持續至西元十八世紀。儘管兩族之間的戰爭持續，但緬族征服孟族所開啟的交流，藉由互相通婚、文化融合的趨勢也導致兩族間的隔閡在一定程度上的消失。
- 撣族：定居於緬甸北部的平原與山區交接處，平原區的撣族人多與緬族人融合，與緬族接觸較少的山區撣族人，則是保有自己的領導人、完整的社會與政治組織以及文化，直到西元1604年被緬族征服前，長期與緬族呈現相互對抗的狀態。緬族征服撣族後，與撣族當地的酋長合作施行間接統治，撣族酋長必須將自己的兒子派至緬族皇室表示效忠，在這樣微妙的關係下，撣族依然保有自己的文化與生活模式。
- 克倫族：克倫族的部落以散居的方式分佈在平原與三角洲區，生活方式被英國殖民者形容較為原始，在族群區別上緬族人將他們視為較次等的人，並且有意的避免兩族人的融合。
- 克欽族、欽族、克耶族：由於定居的地區分佈在緬甸的北、西、東部山區，與平原區的關係不慎密切，三者對於緬族來說常作為屏障中國、印度、暹羅三個地區的武力，或者將三族族人籠絡至王朝充當軍力，實際上與緬族在文化上的交流相當的少，與緬族王朝也幾乎沒有建立支配關係。

### 緬甸軍政府上台後的民族關係
1958年軍事強人尼溫上台後，將《緬甸聯邦憲法》中的「兩邦獨立權」給擱置，進而導致各邦不滿，開始與緬甸政府軍對抗與交戰，各族都組織了屬於自己族群的軍隊，包含克欽獨立軍、克倫民族解放軍、若開族解放軍、撣族解放軍，展開了至今尚未止息的緬甸內戰。
如上所述，彬龍會議沒有實質成效的結果，進而造成緬甸內戰的爆發，1960-1988是緬甸內戰的巔峰時期，針對尼溫政府廢止聯邦制的措施，克欽獨立軍的反抗最為激烈。1972年，尼溫展開與叛軍的第一次談判，然而，由於奈溫堅持軍事獨裁，拒絕叛軍所提的「多黨制」，使得動亂持續，而尼溫的閉門鎖國政策，也使得緬甸在1990年代幾乎成為全世界最落後的未開發國家之一。

### 2016彬龍會議
2015年，緬甸國會改選，翁山蘇姬領導的全民盟獲得過半席次，全民盟的的總統候選人廷覺當選總統，翁山蘇姬成為國務資政，緬甸脫離軍政府統治，完成政黨輪替。
翁山蘇姬在國會改選的政見為：與武裝勢力停戰，創立保障民族平等的聯邦制。2016年5月31日，緬甸政府宣布組成和平會議委員會，於8月31 – 9月3日邀請境內少數民族武裝組織召開和平會議與協商。
雖然本次會議沒有達成具體成果，也沒有簽訂停火協議，交戰仍然進行中，尤其又以政府軍與克欽族獨立軍的衝突最為突出，2016年12月才在克欽邦中交火，但緬甸政府決定每六個月舉辦一次和平會議，希望以漸進的方式達成國家和平。

## 民族分佈、人口與語言

### 分佈
祖先來自西藏高原東南部，9世紀時定居於怒江、湄公河、伊洛瓦底江上游，以上缅甸伊洛瓦底江流域盆地（又称干旱区）为人口中心。11世紀上半葉開始形成統一國家，先後建立蒲甘、東吁和貢榜3個封建王朝。15世紀陸續移居伊洛瓦底江三角洲，與當地孟族雜居。緬人為緬甸人口占多數的民族。主要分佈在伊洛瓦底江中下游曼德勒至仰光一帶的平原地區。

### 人口
位於亞洲中南半島上，緬甸中人口最多的民族。約3000多萬人，佔全國人口的68%。
泰國為緬甸以外緬人所佔比例最高的國家，約有250萬人，其次為澳洲，約有10萬人。

### 語言文字
緬文為大多數緬人的母語，也是緬甸以其他語言為母語的人士使用的第二種語言。
緬人主要使用緬語。緬語和克欽語、庫基什語同屬於漢藏語系的藏緬語族。緬文字母從一塊石碑上的記載可得知約從984年開始使用，從1058年起採用孟族（Mon, Talaing）字母（即巴利文字，pali）拼寫其文字，成為緬文的濫觴。
居於緬甸南部的孟族約在387年引進巴利文，在這之後錫蘭甚至還得從緬南向當地人學習正統的巴利文。在十二世紀引進南印度錫蘭的小乘佛教後，從而使得佛經所使用的巴利文一直流傳至今，如今在緬文中仍夾有巴利文語彙。1192年後，蒲甘王國國王納拉帕地西素禁止巴利文、梵文和孟文，要求全面改用緬文。
在英國統治時，統治者編纂緬文字典，一定程度上標準化了緬文文字和發音。
現存最早的緬甸文字可以追溯到11世紀中葉，用印度語和錫蘭語的巴利文寫成。目前保存最早的緬文文字是1113年的王子耶扎贡曼的妙齐提碑，耶扎贡曼是江喜陀王的兒子，該石碑在蒲甘以南敏格巴（Myinkaba）村的妙齐提寺。
現代緬人的語言比緬甸大多數方言有更多的變化。緬族人文字為婆羅米系文字，由孟文改造而成，主要用來書寫緬甸語。緬文字母呈圓形，因為緬甸人過去在棕櫚葉上寫字，直筆容易劃破葉片。

## 地理環境
緬族是緬甸人口最多的民族，除了主要生活的伊洛瓦底江中下游之外，緬人亦散居緬甸各處。

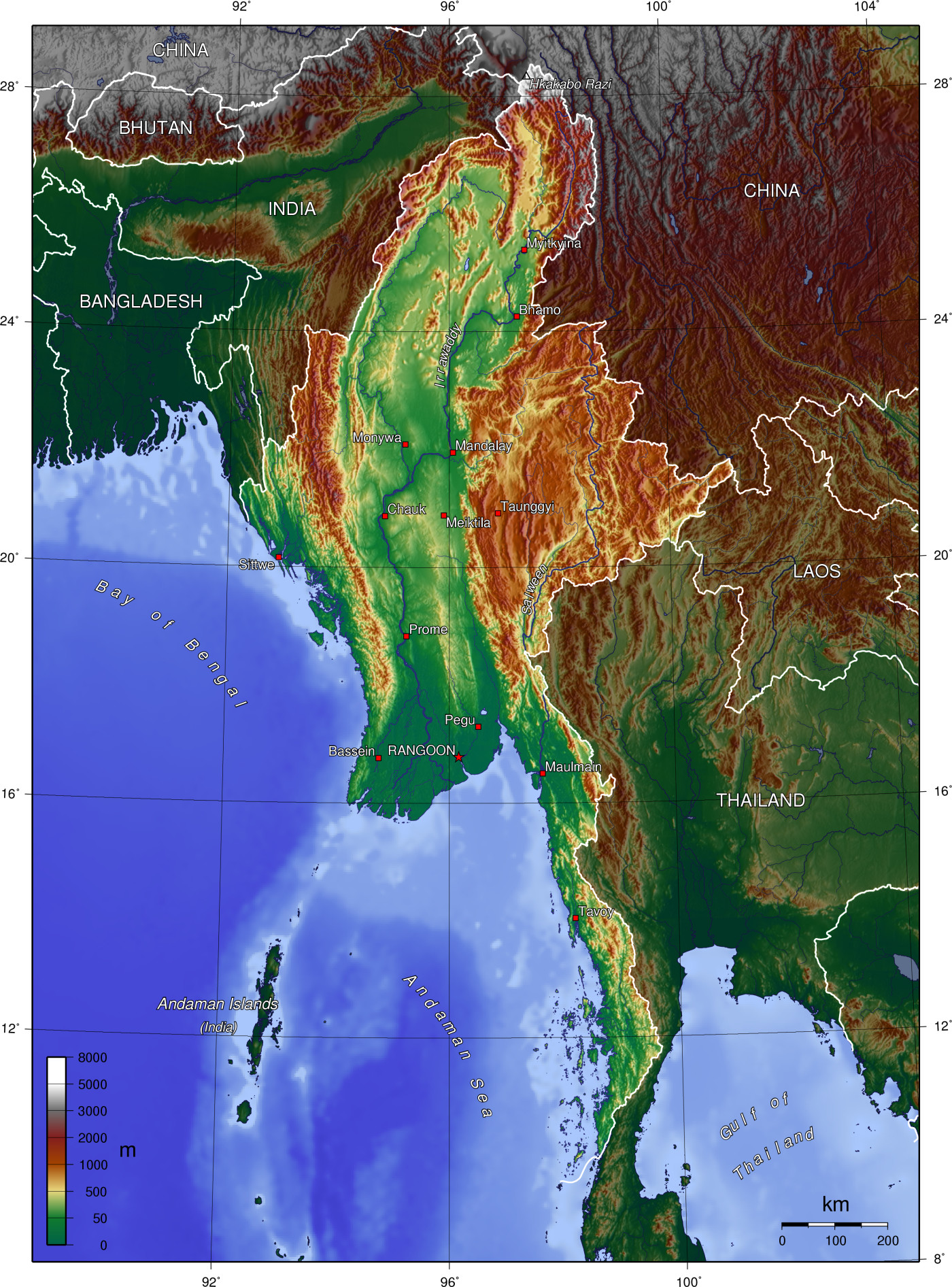
緬甸地形圖

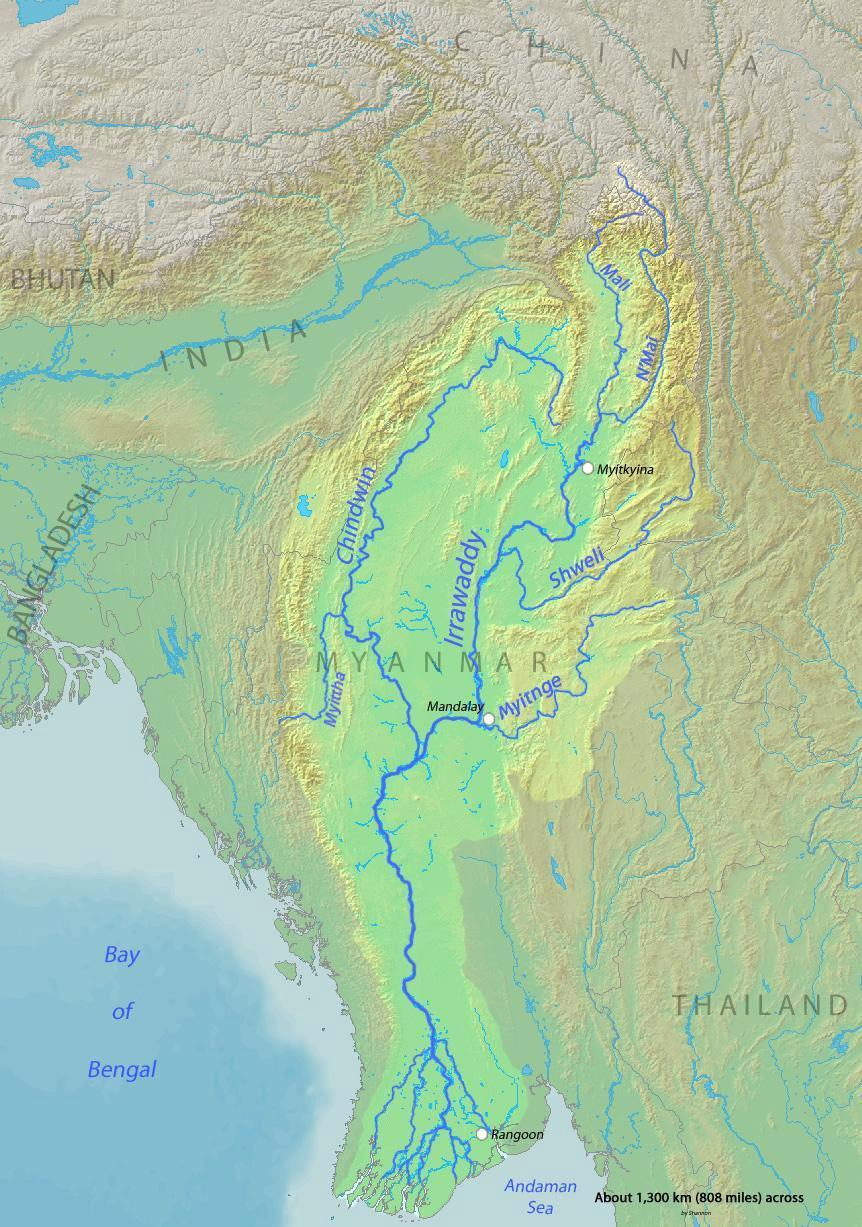
主要河流伊洛瓦底江和欽敦江

緬甸聯邦共和國位於東南亞西北部，東與中國、寮國和泰國相鄰，西與印度和孟加拉相接。西南瀕臨孟加拉灣，南臨安達曼海。面積676,578平方公里，是東南亞大陸上面積最大的國家。緬甸三面環山，西部有若開山脈，北部有喜馬拉雅山、橫斷山脈，東部和東南部為撣邦高原和丹那沙林山脈。中部為平原。位於北部喜馬拉雅山中的開加博峰海拔5881米，是緬甸也是東南亞的最高點。
主要河流有伊洛瓦底江、欽敦江、薩爾溫江和錫唐河等。其中伊洛瓦底江發源於中國西藏林芝地區，向南流經緬甸中部地區，最後注入安達曼海。緬甸大部分人口生活在伊洛瓦底江流域，為緬甸最重要的河流。
氣候屬於熱帶季風氣候。河谷平原夏季悶熱多雨，內陸山區比較乾燥。

### 地形
緬人生活的地理環境主要是伊洛瓦底江流經的肥沃平原，這個地區同時也是緬甸人口最稠密的地區。
缅甸西部边境有那加山脉和阿拉干山脉，中部是依洛瓦底江平原，南部有丹那沙林山地。
兩旁有山脈環伺，中央部份有南北向廣大的沖積平原，是農業的精華區，雨季時常泛濫。

### 氣候
緬甸位於南亞季風區，屬熱帶季風氣候，3－5月是暑季，6－10月是雨季，11月－2月是涼季；山地多雨區年降水量達3000－5000毫米，內陸乾燥區500－1000毫米。
夏季，河谷平原因熱氣無法由高聳的北邊界流出，再加上西南季風自南邊缺口北上，頗為悶熱。
伊洛瓦底江流域是西南季風吹拂的地區，乾季雨季分明。

## 社會文化

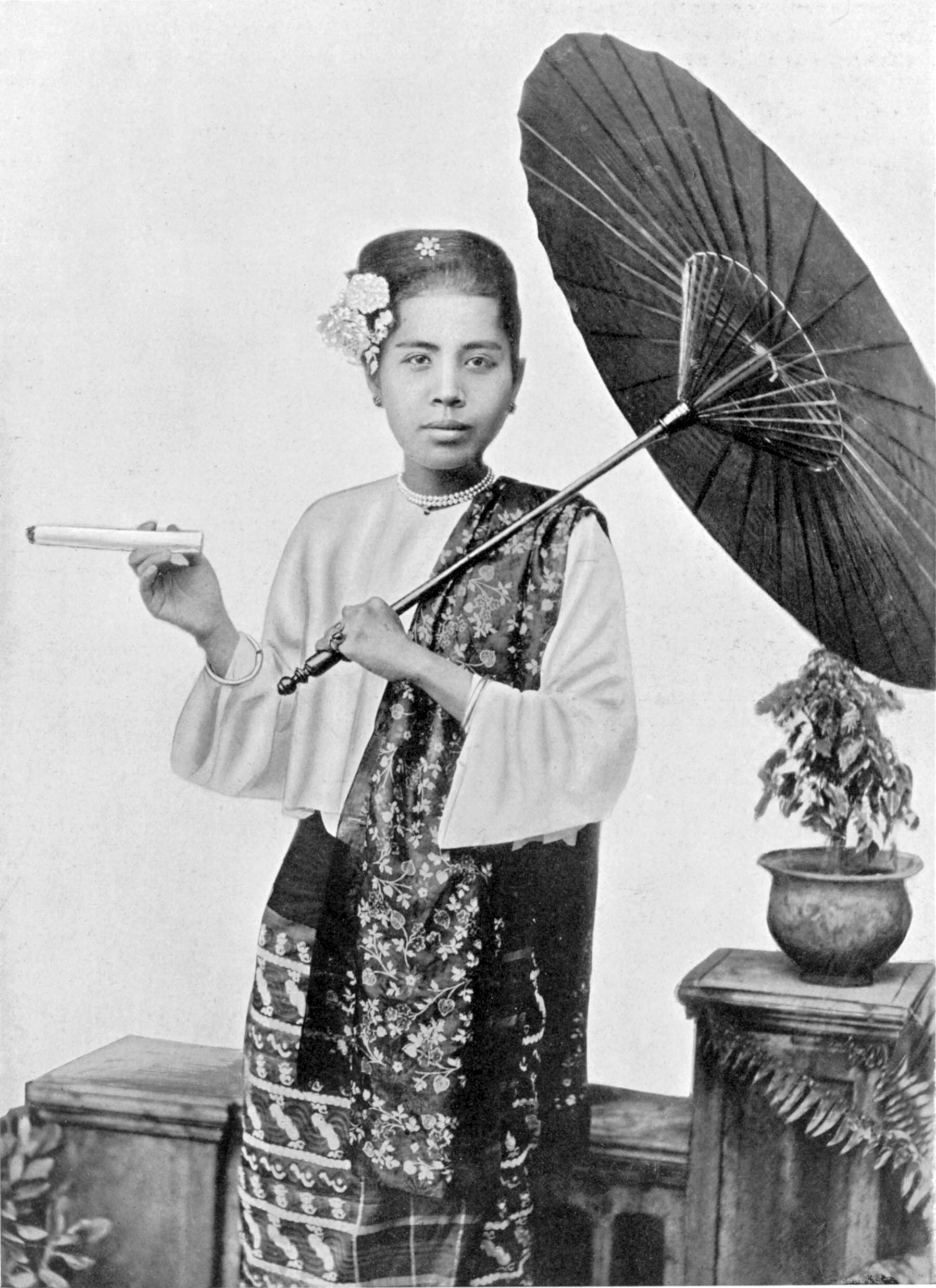
一位1920年代的緬人婦女

緬人文化受到鄰國文化的影響，而佛教的影響最深，寺院是傳統文化生活的中心，僧侶受到一般人的崇敬和支持，緬甸文化在村莊舉拜地方節慶時最為明顯，尤其是寶塔節。

### 傳統服飾
緬族傳統上穿著布裙，女性穿著一種名為htamain （特敏， ထဘီ ）的紗籠，而男性則穿著一條稱為龍 （ လုံချည် ）的圍裙縫製紗籠，或者更正式地說，一個裹在臀部周圍的長褲，以緬甸人的名字命名為paso （ ပုဆိုး ），正式服裝通常由黃金首飾，絲巾和夾克組成。 在正式場合，男性經常穿著被稱為gaung baung （崗包， ခေါင်းပေါင်း ）的布頭巾和稱為taikpon （ တိုက်ပုံ ）的中式襯衫 ，而女性則穿女式襯衫。男女都穿著天鵝絨涼鞋，亦可見皮革塑膠等材質。
在城市和城市地區，T恤、牛仔褲和運動鞋等西方服裝已經流行起來，特別是年輕一代。 而緬族男人常見護身符、耳環和長髮的打扮，但從二戰後便不再流行了; 最近在仰光和曼德勒地區，特別是在緬甸被稱為Thingyan的新年假期時，出現男人穿著短褲和運動風格的馬尾，以及男女都有的漂白頭髮。
英國時期，男性的「龍」引進了格子款式，但也有正式穿著時使用的絲質龍。
女性特敏，款式較為多元，代表性的產地位於曼德勒南方的阿瑪拉普拉，曼德勒王朝、阿瑪拉普拉王朝皇室的設計仍然點綴在絲質特敏上，到現在都還使用在婚禮中，是緬人正裝不可或缺的存在。
一般來說材質使用木棉絲，儀式或特別行事時則使用較貴重的絲質。
男性穿著絲質龍搭配傳統上衣以及帽子崗包，女性穿著絲質特敏，以及在上衣外披上蕾絲的薄紗。
西化主要來自日本和新加坡，不論男女老少 ，緬族人都使用thanaka（檀娜卡）這種化妝品，特別是用在臉上，但這種做法主要局限於婦女，兒童和未婚男性。 西方的化妝品長期以來在城市地區頗受歡迎，然thanaka並非由緬族人獨占，因為整個緬甸的許多其他族群都使用這種化妝品。

### 料理

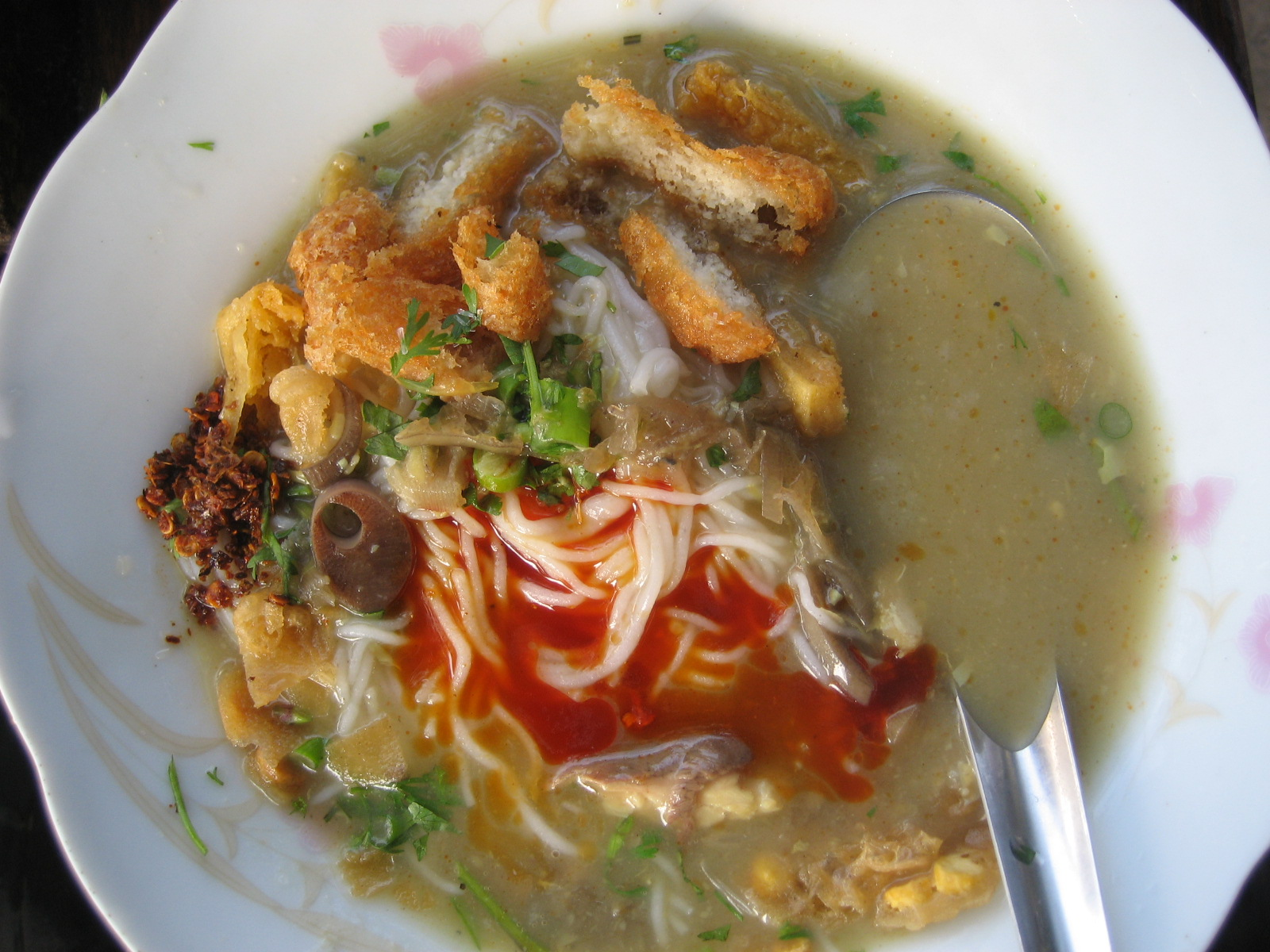
魚湯麵被普遍認為是緬甸的國菜。

包含許多當地元素，例如油炸技術和咖哩，熱熱的又有點辣，幾乎總是與魚醬以及洋蔥，大蒜，姜，乾辣椒和薑黃混合。大米是主食，但也吃了麵條、沙拉和麵包，飲料通常是綠茶，但茶也會醃製後放入一種稱為lahpet的傳統沙拉吃。最有名的菜餚是魚湯麵，是一種將米粉和魚湯混和的美食，許多人認為它是緬甸的國菜。

### 音樂
主要由打擊樂器和管樂器組成的管弦樂隊組成，緬甸豎琴（ စောင်းကောက် ），一種船形的豎琴通常象徵著緬族，其他傳統樂器包括pattala (緬甸木琴)、walatkhok、lagwin、和hsaingwaing。 現代緬人音樂已經西化，尤其受到美國鄉村音樂的影響，不過嘻哈音樂也很受歡迎。 傳統的緬族舞蹈類似於泰國舞蹈，木偶戲也是一種受歡迎的娛樂形式，通常在pwés演出，這是一個表演，慶典和節日的通稱。 在城市地區寶萊塢和好萊塢的電影非常流行，但最近韓國和中國的電影也越來越受歡迎。

### 節日
傳統的緬甸曆法有十二個月，還有十二個相應的節日 ，緬人主要信奉上座部佛教，因此節慶也與此相關，一年四季有各種大大小小的佛教盛會，在任何城鎮或鄉村，最重要的節日是當地的寶塔節，最有名的兩個節日為四月象徵緬甸新年的潑水節，以及十月象徵迎接佛祖回人間的點燈節。

#### 東皮雍精靈節
位在曼德勒附近的東皮雍每年七月底舉行精靈節慶，活動長達一週。相傳在阿奴律陀統治時期，有兩位兄弟民吉（Min Gyi）和民雷（Min Lay），他們是英勇的武士，因被派去修造佛寺，喝醉酒而誤事，遭國王處死。後來國王宣布他們為精靈，遂有人供奉他們在佛寺內。但該兩兄弟並非佛教徒。全緬各地的信徒前往東皮雍，供奉以珍貴禮物和酒類，慶典儀式是由靈媒（或精靈之太太）主持，他們穿著奇裝異服。信徒向該兩兄弟精靈祈求財富和好運。

### 婚姻禁忌
緬曆4月15日至7月15日三個月為佛教僧侶安居期間，緬人不能舉行婚禮。此外，緬人也忌諱在緬日曆9月、10 月、12月內結婚。他們認為，在9月結婚，將會不育，一輩子無兒女。在10月結婚，會破產。在12月結婚，夫妻會兩地分居，不得團聚。出席緬甸人的婚禮， 不能穿藍色、灰色和黑色的衣服，否則會帶來不吉利。

## 宗教信仰

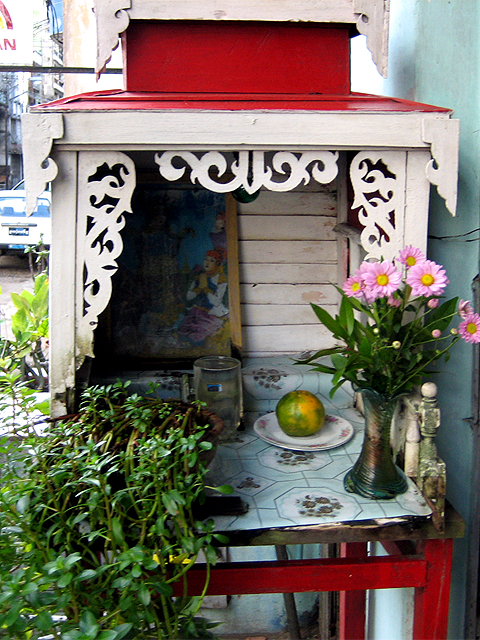
在緬甸仰光的Nat-ein

大部分的緬族人都是信奉上座部佛教，人們應該遵守基本的五戒，並實踐布施，佛教倫理和冥想。大多數村莊有一個修道院，往往還有一個佛塔並且由村民維護和支持，年度寶塔節日通常落在滿月的日子裡，比丘的授袍儀式在結夏安居前後都會舉行，這與雨季相吻合，在這期間，每週會舉行一次布薩。
孩童通常會在接受正規公立學校教育前接受僧侶的教導，少年男孩成為短暫的新手僧侶的儀式(shinbyu)是佛教父母最重要的責任。 儘管基督教傳教士學校在城市流行，基督教對緬族的影響甚微。
緬族人的佛教信仰都是與泛靈論信仰相結合的，泛靈信仰的靈體稱為緬甸神靈，這個信仰與阿奴律陀國王指定的37位最強大的Nat的萬神殿儀式有關，但也有許多未較小的Nat被崇拜。 在村莊里許多房屋都有戶外祭壇以祭拜納，叫做Nat ein （ နတ်အိမ် ） ，除此之外還有一個名為Nat sin （ နတ်စင် ）的祭壇會放在村莊外，經常會是在榕樹下。
“Bamar”一詞有時用來指佛教的實踐，不單單是指「緬人」。 但是，緬人的穆斯林信仰伊斯蘭教，並且認定Bamar一詞指的是緬族族群的一切文化，而不包含信仰的意涵。

## 產業生活
緬人主要從事農業，種植水稻、棉花、小麥、甘蔗、花生等。至於紡織業、金銀首飾加工業等手工業類型的工作也發達。在1940年代從英國統治獨立後，緬甸於紡織、印染、機械、軋鋼、製糖、造紙、化肥等現代工業得到了一定發展。礦產有錫、鎢、鋅、鋁、石油、剛玉及玉石，其中紅寶石及翡翠之品質為全球最高。

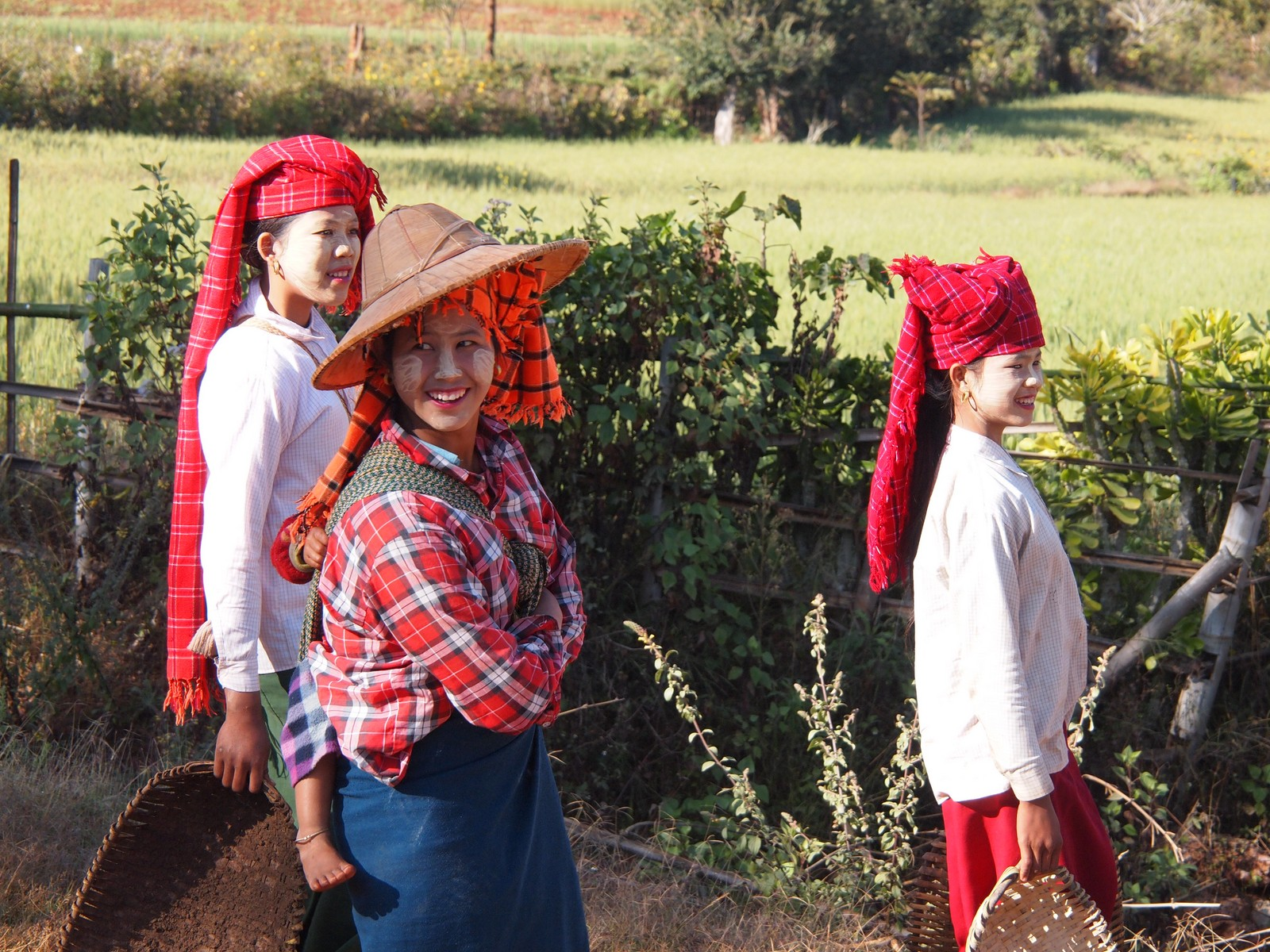
緬人女性從事農業

## 藝術

### 漆器
漆器在緬語中稱做「榮」，原本是泰國清邁附近的一民族名稱。緬甸的漆器製作起源於１２～１３世紀的蒲甘，自此之後，蒲甘便成為緬甸乃至東南亞地區的漆器發源地之一，通常做為日常用品和饋贈禮品，生產周期需要數月的時間，大多是用竹片一圈圈環繞編制而成，工藝過程大致包括用馬尾制泥胎，反覆上漆、自然風乾、雕刻、套色繪製，上漆的遍數和設計顏色的豐富與否，決定著漆器的等級和價格。

### 金線繡
金線繡指的是在布、天鵝絨、衣服和布質日常生活用品上用金絲繡上各種圖案，在封建王朝時期，只有王室以及貴族能夠穿戴。或小男孩剃度、小女孩扎耳儀式時穿戴。平民一般是不能使用的。
現代在戲劇以及舞蹈表演時，演出者會穿上金線繡服裝。另外，高級女用筒裙也用金線繡縫製。

### 提線木偶
在緬甸，有「戲劇源出於木偶」之說。
木偶約60公分高，少則20根提線，多則60根，舞蹈時全身都可以動作，連手指、關節、頭頸、眼睛、下頷、腳趾等也行，比世界上許多木偶戲劇還要複雜，按照真人比例製作，將各部品雕刻完成後組裝，再由匠人繪製表情，植以真髮並穿上服裝。
緬甸提線木偶約有500年的歷史，盛於18世紀。戲中有動物、神仙、妖怪及帝王將相等人物，情景簡單，內容大多是注重動作和故事的古代神話傳說，因緬甸古時唯木偶戲可搭高台演出，故又名「高戲」。過去，性別與階層之間的界限森嚴，異性舞者甚至無法互相觸碰。唯有在舞台之上，木偶劇能夠打破規矩的限制，演繹出人們幻想中的場景。

### 木雕
緬甸木雕至今已有幾百年歷史，主要以柚木、黑木、花梨木製作，內容主要為佛像或傳說歷史人物，帶有濃厚的東南亞和宗教元素，經常出現在過去的寺廟或王宮中，是目前緬甸最為出名的工藝品之一。

### 繪畫
緬甸一開始用貝葉畫畫，十一世紀開始出現壁畫，到十三世紀為止是壁畫的鼎盛時期，主要出現在蒲甘王宮，十四世紀後，造紙術傳入開始用樹皮（黑色）和亞麻（白色）做的紙，顏料主要為石頭、樹枝等天然材料。
畫畫的內容主要為本生經和傳說故事還有國王生活、節日慶典、天文等，風格主要受到尼泊爾、印度、孟族影響。
十八世紀閣貢榜王朝開始，會在布、絲綢上做畫，並在結婚、喪禮等儀式上做為裝飾，二十世紀開始，西方美術風格傳入，和傳統文化融合，緬甸繪畫進入了一個新階段。

### 建築
緬甸建築文化特色主要體現在佛寺和王宮上。
蒲甘王朝前期主要受到孟族文化和驃文化影響，室內偏向陰暗不透光，目的是為了讓人獲得安寧沉思、與自己的內心和佛對話，後期受到錫蘭文化和印度文化影響，注重採光。受到多方文化的影響下，展現出獨特的缅文化。
在蒲甘王朝的首都蒲甘，聚集許多不同時期風格的建築，主要有三個，早期的安達羅風格、晚期的笈多風格和當地本土風格，安達羅風格和笈多風格主要受到印度文化影響，以KKG14柱狀磚塔為代表，本土風格的建築主要為葫蘆狀，以Bu-Hpaya塔為代表。

### 舞蹈
緬甸有悠久的、具有民族特色的舞蹈，西元前二世紀孟族和驃族即有舞蹈，此時受到印度舞蹈的影響。考古學者在斯里克序特拉（Srikshetra）挖掘出第13世紀銅製佛陀、吹長笛者、鼓手、鈸、鈴、舞者、背上背著袋子的小矮人。這名舞者穿戴首飾，正在舞蹈。
當1767年緬甸滅阿瑜陀耶王朝時，擄掠許多暹羅舞蹈家，將暹羅的拉瑪那耶史詩帶回緬甸，發展成緬甸是的拉瑪那耶（Yama Zatdaw），部分表現形式受到泰國舞蹈的影響。
在歷史上，通常會在宮廷宴會、佛寺慶典、戰鬥開始、婚禮等場合表演舞蹈，無論是民俗舞蹈和宮廷舞蹈都伴隨著音樂。最傳統的緬甸舞蹈是阿普約舞蹈（Apyodaw dance）或稱為女子榮耀舞（maids honor dance）。英國統治初期，曾出現吳司威耀舞（Ｕ Shway Yoe dance），是喜劇舞蹈，男舞者蓄鬍子，脖子圍著圍巾，戴頭巾，腰圍沙龍，一手拿著女性小傘舞蹈，動作誇張，逗引觀眾歡笑。女性舞者大多穿連身長衫，有長袖和短袖，顏色華麗，很像中國的服飾，此與泰國女性舞者的服飾有大的不同，泰式服裝大都露肩、無袖。
另外，還有一種被俗稱為「緬甸舞」的舞蹈，受泰國影響，特別突出曲線表現。是一種「三道彎」的藝術，以半蹲、全蹲、跪等動作為基礎，協調配合身體其他部位作為主要表現形成獨具風采的人體三道彎。

## 風俗習慣

### 姓名及稱謂
緬甸人沒有家族姓名，通常是單名。取名字也沒有一定的規則，類似印尼人的取名法。緬甸人不論男女，都是有名無姓，通常會在名字前冠上一個稱呼以便表示性別、長幼、社會和官階的區別。對長輩或有地位的人則稱「吳」（Ｕ），意思是伯伯或叔叔，以示尊敬。對更年老者，稱「A Ba」；對祖父，稱「A  Phoe」。對平輩或年輕人則稱「郭」（ko），意思是哥哥，或「貌」（Maung），以表示謙虛。對小弟弟稱「Nyi Lay」。
女性長輩或身份較高者，會在名字前加上「朵」（Daw），對祖母稱「A Phwar」。對平輩或晚輩，則加上「媽」（Ma）字。對小妹妹稱「Nyi Ma」。

### 現代結婚習俗
緬人結婚大都穿著傳統服飾，很少穿著西方服飾。基本上各族群、城鄉和地區間之婚禮各有其特色，視各地情況而異。在仰光、曼德勒等大都市，大都選擇在大飯店舉行婚禮，同時宴客貴賓。鄉下地區缺乏這一類大飯店，通常都是在法院舉行，請法官主持及官員證婚。新郎和新娘在婚禮中須向父母拜別，而不是向佛祖或僧侶叩頭。新娘不一定攜帶嫁妝到男方家，新郎則需籌措婚禮所有花費，贈送禮物給新娘。

### 跪拜禮節
緬甸人跟泰國人一樣，重視頭部，認為是最尊貴之處，腳是最卑下的，亦不可用腳指著人。因此進佛廟行跪拜禮時，腳趾尖須朝後放。

### 占卜
占卜是緬人增進運勢的習俗，最早是印度婆羅門的信仰，後來變成緬人的信仰，加入佛教的色彩。

## 延伸阅读
[在维基数据编辑]
 《元史/卷210》，出自宋濂《元史》

## 外部連結
- 《世界概况》上有关Burma的条目 （英文）
- 缅甸中文网---缅甸第一中文媒体 （页面存档备份，存于）
- 笼基